# Break Up Song
"Break Up Song" é uma canção da girlgroup britânica Little Mix, servindo como primeiro single do futuro sexto álbum, Confetti (2020). Foi lançada em 27 de março de 2020. Foi composta pelas integrantes Jade Thirlwall, Perrie Edwards e Leigh-Anne Pinnock, além de Camille Purcell, Frank Nobel e Linus Nördstrom.

## Antecedentes
Os membros do grupo Perrie Edwards, Leigh-Anne Pinnock e Jade Thirlwall compuseram "Break Up Song" junto de Frank Nobel, e a mesma foi produzida por Kamille e Goldfingers. De acordo com Thirlwall, elas escreveram a canção a mais de um ano priorizando um som mais dos anos 80 e com elementos de nostalgia em mente, similar com o que foi feito em Black Magic, 2015. Edwards, Pinnock e Thirlwall compuseram o single durante um boom de criatividade onde elas escreveram sete musicas com Kamille em um dia, após terem feito uma única melodia em um dia frustrado no estúdio.
Uma outra canção tinha sido escolhida pra ser o primeiro single do album já com o culpe gravado. Contudo, o grupo optou por "Break Up Song" nos últimos minutos após terem ouvido mais uma vez a demo da mesma em umas das sessões de estúdio. A demo continha apenas o refrão e uma linha principal. Edwards a descreveu como "muito básica no tempo. A batida estava em todo o lugar e foi muito, muito difícil - mas tinha algo nela." Thirlwall lembrou, tivemos esse mesmo sentimento ansioso com "Shout Out to My Ex" e "Black Magic", que foi bem especial".

## Composição
Thirlwall descreveu a como sendo uma cançao "muito empolgante sobre liberdade e esquecer todos as suas angústias e problemas". Também foi chamada de "hino de synth pop dos anos 80" sobre "por um fim em um relacionamento".

## Promoção
Um filtro para os stories Instagram foi lançado pelo grupo para promover a canção. Em 27 de março foi lançado um vídeo vertical no Spotify e um videoclipe no YouTube, o mesmo foi feito por um fã holandês.
Em 21 de agosto de 2020, Little Mix performou "Break Up Song" durante o "Little Mix Uncancelled". A canção foi performada mais tarde na decima oitava temporada do programa Strictly Come Dancing em dezembro de 2020,

## Faixas
Download digital e streaming
1. "Break Up Song" – 3:20

Download digital e streaming – acústico
1. "Break Up Song" (versão acústica) – 3:22

Download digital e streaming – Nathan Dawe remix
1. "Break Up Song" (Nathan Dawe remix) – 3:21

Download digital e streaming – Steve Void remix
1. "Break Up Song" (Steve Void remix) – 2:57

Streaming – Break Up Song – EP
1. "Break Up Song" – 3:20
2. "Break Up Song" (versão acústica) – 3:22
3. "Break Up Song" (Nathan Dawe remix) – 3:21
4. "Break Up Song" (Steve Void remix) – 2:57

## Produção
- Kamille – produção, teclado, produção vocal, baixo, vocal de apoio
- Goldfingers – produção, bateria, teclado, programação
- Raphaella Mazaheri-Asadi – produção vocal
- Frank Nobel – bateria, teclado, programação
- Phil Tan – mixagem
- Paul Norris – engenhiro
- Bill Zimmerman – engenheiro assistente
- Randy Merrill – masterização

Créditos adaptados do Qobuz.

## Desempenho nas tabelas musicais
| Tabela musical (2020)                           | Melhor posição |
| ----------------------------------------------- | -------------- |
| Austrália (Digital Song Sales (Billboard))      | 4              |
| Bélgica (Ultratop Flanders)                     | 7              |
| Bélgica (Ultratop Valônia)                      | 16             |
| Canadá (Hot Digital Song Sales (Billboard))     | 49             |
| Croácia (HRT)                                   | 43             |
| Escócia (Official Charts Company)               | 2              |
| Grécia (IFPI)                                   | 81             |
| Hungria (Rádiós Top 40)                         | 13             |
| Hungria (Single Top 40)                         | 11             |
| Irlanda (IRMA)                                  | 18             |
| Letônia (Latvijas Top 40)                       | 26             |
| Nova Zelândia (RMNZ Hot Singles)                | 9              |
| Países Baixos (Dutch Top 40 Tipparade)          | 10             |
| Países Baixos (Single Tip)                      | 18             |
| Portugal (AFP)                                  | 149            |
| Reino Unido (Official Charts Company)           | 9              |
| Suíça (Swiss Hitparade)                         | 29             |
| União Europeia (Euro Digital Songs (Billboard)) | 2              |

### Ano final dos chars
| Chart (2020)     | Posição |
| ---------------- | ------- |
| UK Singles (OCC) | 84      |

| Chart (2021)            | Posição |
| ----------------------- | ------- |
| Hungary (Rádiós Top 40) | 92      |

## Certificações
| País        | Certificador | Certificações | Vendas  |
| ----------- | ------------ | ------------- | ------- |
| Brasil      | PMB          | Ouro          | 20,000  |
| Reino Unido | BPI          | Platina       | 600,000 |

## Histórico de lançamento
| Região    | Data                | Formatos                   | Versão            | Label(s) | Ref.   |
| --------- | ------------------- | -------------------------- | ----------------- | -------- | ------ |
| Mundo     | 27 de março 2020    | Digital download streaming | Original          | RCA UK   | [ 15 ] |
| Mundo     | 27 de março 2020    | Digital download streaming | Nathan Dawe remix | RCA UK   | [ 17 ] |
| Mundo     | 27 de março 2020    | Digital download streaming | Steve Void remix  | RCA UK   | [ 18 ] |
| Mundo     | 27 de março 2020    | Streaming                  | Remix EP          | RCA UK   | [ 19 ] |
| Australia | 27 de março 2020    | Contemporary hit radio     | Original          | Sony     | [ 39 ] |
| Mundo     | 10 de abril de 2020 | Digital download streaming | Acústico          | RCA UK   | [ 16 ] |